# Dei (film)
Dei è un film italiano del 2018 diretto da Cosimo Terlizzi.

## Trama
Anche Martino vorrebbe vendere l’ulivo per potersi permettere gli studi all’università di Bari, dove il ragazzo scappa, insieme all’amica Valentina, ogni volta che ne ha l’occasione. E mentre assiste a una lezione d’arte in cui si parla delle divinità greche (ma anche della reciproca attrazione fra la terra e la luna) Martino e Valentina si imbattono in Laura, una studentessa della Bari bene che li introduce in un mondo parallelo di musica, terrazzi condominiali e internazionalità.»
(Cosimo Terlizzi, Dei)
Il giovane ragazzo di campagna sente la necessità di vivere in città, affascinato dal mondo decadente, stravagante ed intellettuale del gruppo di studenti universitari di cui è diventato amico. 
Tuttavia entrambe le realtà sono dominate dal disagio interiore dei vari personaggi e da una profonda malinconia, che è la stessa del protagonista.

## Produzione
Il film è prodotto da Buena Onda in collaborazione con Rai Cinema, in associazione con Gemitex s.p.a. realizzato con il sostegno della Regione Lazio - Fondo regionale per il cinema e l'audiovisivo, con il sostegno di Apulia Film Commission-Apulia Film Development Film Found e il contributo del Ministero per i Beni e le Attività Culturali (MiBAC). Dei è stato girato interamente a Bari.

## Accoglienza
«Dei è l’esordio nella fiction del pugliese Cosimo Terlizzi, autore dotato di una sensibilità polimorfa e visionaria che si esplica nella fotografia, nella scultura e nella performance oltre che nel cinema. [...] Il salto, il mutamento, compiuto dal regista è soprattutto linguistico: dove prima c’erano sperimentazioni, innesti, mescolanze e azzardi, ora troviamo una struttura narrativa limpidissima, minimale e fluida, che non è una mera conseguenza delle esigenze della fiction tout-court ma piuttosto una scelta di campo. Semplificare, sembrerebbe, è l’imperativo necessario per ripartire verso mete diverse. Sebbene, come accennato, l’universo poetico di Terlizzi (la terra, il sogno, lo sconfinamento nell’autobiografia) sia ancora una volta tutto qui, soltanto in una veste rinnovata.» (A. Pagliara, Dei. Un film di Cosimo Terlizzi, su Cultframe)
«Generato da una sublimazione dell'adolescenza dell'artista, tra rievocazioni di luoghi natii e propensioni personali, il film segna l'esordio di Terlizzi nel cinema di finzione, celebrandone una volta di più la straordinaria capacità visionaria.[...] Dei è un film sulla vita, tra l'apollineo e il dionisiaco, in cui scenari onirici intervengono ad epurare una toccante realtà di periferia. Non una vera periferia, ma una zona di campagna prossima alla città, un sito sospeso tra dimensione rurale e urbana, quasi un non luogo.[...] Cosimo Terlizzi scava il sovrasensibile, rintraccia la bellezza in ogni antro e ce la restituisce in immagini da cui usciamo ispirati, certamente migliori.» (C. Cipriani, Siamo dèi, su Exibart)